# Fredrik Tholander
Fredrik Tholander, född 28 november 1806 i Stockholm, död där 25 september 1872, var en svensk läkare.
Fredrik Tholander var son till stadsmäklaren Carl Tholander och Betty Minten. Han blev student vid Uppsala universitet 1822 och blev där filosofie kandidat 1827, filosofie magister samma år, medicine licentiat 1831 och medicine doktor 1835. Han var tillförordnad bataljonsläkare vid Andra livgardet 1832–1836 och läkare vid Stockholms sjömanshus 1833–1836. Från 1832 hade han enskild praktik i Stockholm. I över 40 år var Tholander medlem av Svenska läkaresällskapet, och tillhörde en av sällskapets aktivaste medlemmar, känd som sällskapets "levande lexikon" och ledamot av flera av dess kommittéer. Han innehade också flera allmänna uppdrag och var bland annat ledamot av styrelsen för Gymnastisk-ortopediska institutet (från 1849), Allmänna barnhuset (1850–1851) och Danviks hospital (från 1853).